# Maranabasari, Ron
Maranabasari là một làng thuộc tehsil Ron, huyện Gadag, bang Karnataka, Ấn Độ.